# Tigrisoma fasciatum
Tigrisoma fasciatum là một loài chim trong họ Diệc.